# Polycyrtus acerbus
Polycyrtus acerbus är en stekelart som först beskrevs av Cresson 1874.  Polycyrtus acerbus ingår i släktet Polycyrtus och familjen brokparasitsteklar. Inga underarter finns listade i Catalogue of Life.